# Beyond the Veil
Beyond the Veil drugi je studijski album gothic metal grupe Tristania. Ovo je posljednji album na kojemu sudjeluje Morten Veland, bivši gitarist, vokalist i tekstopisac.

## Popis skladbi
1. "Beyond the Veil" – 6:37
2. "Aphelion" – 7:50
3. "A Sequel of Decay" – 6:33
4. "Opus Relinque" – 6:08
5. "Lethean River" – 5:56
6. "...of Ruins and a Red Nightfall" – 6:22
7. "Simbelmynë" – 1:00
8. "Angina" – 4:39
9. "Heretique" – 4:51
10. "Dementia" – 2:21